# International Gymnastics Hall of Fame
International Gymnastics Hall of Fame (Galeria celebrităților din gimnastica internațională) este un muzeu memorial al gimnaștilor celebri, situat în Oklahoma City, patronat de organizația omonimă, care acceptă ca membri numai gimnaști de prestigiu internațional.

## Istoric
International Gymnastics Hall of Fame a fost întemeiat în anul 1972 de Frank Wells. Wells a fost membru în "National Gymnastics Clinic" un congres al părinților gimnaștilor, gimnaștilor și antrenorilor lor, întrunire care se ținea anual în SUA. La sfârșitul anilor 1970 organizația se desființează, ulterior înființându-se "International Gymnastics Hall of Fame". Această organizație acceptă ca membri numai gimnaști de prestigiu internațional.

## Membrii

### Femei
| Nume                 | Țara                        | născ. | Anul | CO               | CM                | KM                | Note                                                        |
| -------------------- | --------------------------- | ----- | ---- | ---------------- | ----------------- | ----------------- | ----------------------------------------------------------- |
| Simona Amânar        | România                     | 1979  | 2007 | 030103 3 - 1 - 3 | 060400 6 - 4 - 0  | 050303 5 - 3 - 3  |                                                             |
| Polina Astachowa     | Uniunea Sovietică           | 1936  | 2002 | 050203 5 - 2 - 3 | 020101 2 - 1 - 1  | 030200 3 - 2 - 0  |                                                             |
| Svetlana Boghinskaia | Belarus                     | 1973  | 2005 | 030101 3 - 1 - 1 | 050400 5 - 4 - 0  | 090100 9 - 1 - 0  |                                                             |
| Liubov Burda         | Uniunea Sovietică           | 1953  | 2001 | 020000 2 - 0 - 0 | 000101 0 - 1 - 1  | 000000 0 - 0 - 0  |                                                             |
| Věra Čáslavská       | Cehoslovacia                | 1942  | 1998 | 070400 7 - 4 - 0 | 040501 4 - 5 - 1  | 110101 11 - 1 - 1 |                                                             |
| Nadia Comăneci       | România                     | 1961  | 1993 | 050301 5 - 3 - 1 | 020200 2 - 2 - 0  | 090102 9 - 1 - 2  | Prima gimnastă care a luat un 10 absolut la JO din Montreal |
| Dominique Dawes      | Statele Unite ale Americii  | 1976  | 2009 | 010102 1 - 0 - 2 | 000201 0 - 2 - 1  | 000000 0 - 0 - 0  | Prima gimnastă de culoare cu medalie olimpică               |
| Elena Davîdova       | Uniunea Sovietică           | 1961  | 2007 | 020100 2 - 1 - 0 | 010102 1 - 1 - 2  | 000000 0 - 0 - 0  |                                                             |
| Maxi Gnauck          | Republica Democrată Germană | 1964  | 2005 | 010103 1 - 1 - 3 | 050103 5 - 1 - 3  | 050301 5 - 3 - 1  |                                                             |
| Keiko Ikeda          | Japonia                     | 1933  | 2002 | 000001 0 - 0 - 1 | 010106 1 - 1 - 6  | 0 0 - 0 - 0       | Cea mai bună gimnastă japoneză                              |
| Karin Janz           | Republica Democrată Germană | 1952  | 2003 | 020302 2 - 3 - 2 | 010200 1 - 2 - 0  | 040201 4 - 2 - 1  | Cea care a descoperit Janz Salto (paralele inegale)         |
| Ágnes Keleti         | Ungaria                     | 1921  | 2002 | 050302 5 - 3 - 2 | 010101 1 - 1 - 1  | 000000 0 - 0 - 0  |                                                             |
| Nelli Kim            | Uniunea Sovietică           | 1957  | 1999 | 050100 5 - 1 - 0 | 050402 5 - 4 - 2  | 020304 2 - 3 - 4  |                                                             |
| Olga Korbut          | Uniunea Sovietică           | 1955  | 1988 | 040200 4 - 2 - 0 | 020302 2 - 3 - 0  | 000100 0 - 1 - 0  |                                                             |
| Natalia Kucinskaia   | Uniunea Sovietică           | 1949  | 2006 | 020200 2 - 2 - 0 | 030201 3 - 2 - 1  | 000200 0 - 2 - 0  |                                                             |
| Larisa Latînina      | Uniunea Sovietică           | 1934  | 1998 | 090504 9 - 5 - 4 | 100301 10 - 3 - 1 | 070601 7 - 6 - 1  | Cea mai bună gimnastă din lume                              |
| Shannon Miller       | Statele Unite ale Americii  | 1977  | 2006 | 020203 2 - 2 - 3 | 050301 5 - 3 - 1  | 040100 4 - 1 - 0  |                                                             |
| Lilia Podkopaeva     | Ucraina                     | 1978  | 2008 | 020102 2 - 1 - 0 | 020302 2 - 3 - 0  | 040104 4 - 1 - 4  |                                                             |
| Helena Rakoczy       | Polonia                     | 1921  | 2004 | 000000 0 - 0 - 0 | 040003 4 - 0 - 3  | 000000 0 - 0 - 0  | Cea mai bună gimnastă poloneză                              |
| Mary Lou Retton      | Statele Unite ale Americii  | 1968  | 1997 | 010202 1 - 2 - 2 | 000000 0 - 0 - 0  | 000000 0 - 0 - 0  | Prima campionă olimpică din SUA                             |
| Cathy Rigby          | Statele Unite ale Americii  | 1952  | 1997 | 000000 0 - 0 - 0 | 000100 0 - 1 - 0  | 000000 0 - 0 - 0  | Prima campionă mondială din SUA                             |
| Elwira Saadi         | Uniunea Sovietică           | 1952  | 2009 | 020000 2 - 0 - 0 | 010100 1 - 1 - 0  | 000000 0 - 0 - 0  |                                                             |
| Elena Șușunova       | Uniunea Sovietică           | 1969  | 2004 | 020101 2 - 1 - 1 | 050402 5 - 4 - 2  | 050002 5 - 0 - 2  |                                                             |
| Daniela Silivaș      | România                     | 1972  | 2002 | 030201 3 - 2 - 1 | 070102 7 - 1 - 2  | 060502 6 - 5 - 2  |                                                             |
| Ecaterina Szabó      | România                     | 1968  | 2000 | 040102 4 - 1 - 0 | 020502 2 - 5 - 2  | 020201 2 - 2 - 1  |                                                             |
| Liudmila Turișeva    | Uniunea Sovietică           | 1952  | 1998 | 040302 4 - 3 - 2 | 070202 7 - 2 - 2  | 080204 8 - 2 - 4  |                                                             |
| Teodora Ungureanu    | România                     | 1960  | 2001 | 000201 0 - 2 - 1 | 000100 0 - 1 - 0  | 000000 0 - 0 - 0  |                                                             |
| Berthe Villancher    | Franța                      | 1908  | 2002 | 000000 0 - 0 - 0 | 000000 0 - 0 - 0  | 000000 0 - 0 - 0  | Președinta FIG Women’s Technical Committee (1956-1972)      |
| Ma Yanhong           | China                       | 1964  | 2008 | 010001 1 - 0 - 1 | 010200 1 - 2 - 0  | 020000 2 - 0 - 0  |                                                             |
| Erika Zuchold        | Republica Democrată Germană | 1947  | 2005 | 000401 0 - 4 - 1 | 020400 2 - 4 - 0  | 000502 0 - 5 - 2  |                                                             |

### Bărbați
| Nume                                      | Țara                       | născ. | Anul | CO               | CM                | KM                | Note                                                                                              |
| ----------------------------------------- | -------------------------- | ----- | ---- | ---------------- | ----------------- | ----------------- | ------------------------------------------------------------------------------------------------- |
| Nikolai Andrianov                         | Uniunea Sovietică          | 1952  | 2001 | 070503 7 - 5 - 3 | 040800 4 - 8 - 0  | 100602 10 - 6 - 2 |                                                                                                   |
| Vladimir Artiomov                         | Uniunea Sovietică          | 1964  | 2006 | 040100 4 - 1 - 0 | 060602 6 - 6 - 2  | 000000 0 - 0 - 0  |                                                                                                   |
| Max Bangauter                             | Elveția                    | 1911  | 2003 | 000000 0 - 0 - 0 | 000000 0 - 0 - 0  | 000000 0 - 0 - 0  | Secretar general FIG (1966-1988)                                                                  |
| Frank Bare Sr.                            | Statele Unite ale Americii | 1930  | 1999 | 000000 0 - 0 - 0 | 000000 0 - 0 - 0  | 000000 0 - 0 - 0  | Vicepreședintele FIG (1976-1980)                                                                  |
| Octavian Bellu                            | România                    | 1951  | 2009 | 000000 0 - 0 - 0 | 000000 0 - 0 - 0  | 000000 0 - 0 - 0  | Antrenor român (1988-2005), considerat cel mai bun antrenor din lume (15 medalii olimpice de aur) |
| Bilosertschew, DmitriDmitri Bilosertschew | Uniunea Sovietică          | 1966  | 2003 | 030001 3 - 0 - 1 | 080100 8 - 4 - 0  | 100000 10 - 0 - 0 |                                                                                                   |
| Miroslav Cerar                            | Iugoslavia                 | 1939  | 1999 | 020001 2 - 0 - 1 | 030002 3 - 0 - 2  | 090303 9 - 3 - 3  |                                                                                                   |
| Viktor Ciukarin                           | Uniunea Sovietică          | 1921  | 2009 | 070301 7 - 3 - 1 | 030001 3 - 0 - 1  | 000000 0 - 0 - 0  | Cel mai bun sportiv la Campionatele Olimpice dintre anii 1952 - 1956                              |
| Bart Conner                               | Statele Unite ale Americii | 1958  | 1997 | 020000 2 - 0 - 0 | 010002 1 - 0 - 2  | 000002 0 - 0 - 2  |                                                                                                   |
| Stoyan Deltchev                           | Bulgaria                   | 1959  | 2008 | 010001 1 - 0 - 1 | 000002 0 - 0 - 2  | 030101 3 - 1 - 1  | Cel care a descoperit Deltchev Saltos (paralele)                                                  |
| Aleksandr Diteatin                        | Uniunea Sovietică          | 1957  | 2004 | 030601 3 - 6 - 1 | 070203 7 - 2 - 3  | 020202 2 - 2 - 2  |                                                                                                   |
| Yukio Endō                                | Japonia                    | 1937  | 1999 | 050200 5 - 2 - 0 | 030502 3 - 5 - 2  | 000000 0 - 0 - 0  |                                                                                                   |
| Arthur Gander                             | Elveția                    | 1909  | 1997 | 000000 0 - 0 - 0 | 000000 0 - 0 - 0  | 000000 0 - 0 - 0  | Președintele FIG (1966-1976)                                                                      |
| Eberhard Gienger                          | RFG                        | 1951  | 2007 | 000001 0 - 0 - 1 | 010300 1 - 3 - 0  | 030202 3 - 2 - 2  |                                                                                                   |
| Bruno Grandi                              | Italia                     | 1934  | 2001 | 000000 0 - 0 - 0 | 000000 0 - 0 - 0  | 000000 0 - 0 - 0  | Președintele actual FIG din 1996                                                                  |
| Savino Guglielmetti                       | Italia                     | 1911  | 1998 | 020000 2 - 0 - 0 | 000000 0 - 0 - 0  | 000000 0 - 0 - 0  |                                                                                                   |
| Jack Günthard                             | Elveția                    | 1920  | 1997 | 010100 1 - 1 - 0 | 000001 0 - 0 - 1  | 020000 2 - 0 - 0  |                                                                                                   |
| Takuji Hayata                             | Japonia                    | 1940  | 2004 | 020000 2 - 0 - 0 | 010000 1 - 0 - 0  | 000000 0 - 0 - 0  |                                                                                                   |
| Béla Károlyi                              | România                    | 1942  | 1997 | 000000 0 - 0 - 0 | 000000 0 - 0 - 0  | 000000 0 - 0 - 0  | A antrenat 9 campioni olimpici, 15 campioni mondiali, 16 campioni europeni (din România și SUA)   |
| Shigeru Kasamatsu                         | Japonia                    | 1947  | 2007 | 010102 1 - 1 - 2 | 050200 5 - 2 - 0  | 000000 0 - 0 - 0  | Cel care a descoperit saltul Kasamatsu                                                            |
| Sawao Katō                                | Japonia                    | 1946  | 2001 | 080301 8 - 3 - 1 | 000000 0 - 0 - 0  | 000000 0 - 0 - 0  | Cel mai bun campion olimpic japonez                                                               |
| Eizo Kenmotsu                             | Japonia                    | 1948  | 2007 | 030303 3 - 3 - 3 | 070403 7 - 4 - 3  | 000000 0 - 0 - 0  |                                                                                                   |
| Valeri Liukin                             | Uniunea Sovietică          | 1966  | 2005 | 020200 2 - 2 - 0 | 020001 2 - 0 - 1  | 040101 4 - 1 - 1  |                                                                                                   |
| Eugen Mack                                | Elveția                    | 1907  | 1999 | 020402 2 - 4 - 2 | 000000 0 - 0 - 0  | 000000 0 - 0 - 0  |                                                                                                   |
| Franco Menichelli                         | Italia                     | 1941  | 2003 | 010103 1 - 1 - 3 | 000003 0 - 0 - 3  | 060404 6 - 4 - 4  |                                                                                                   |
| Nakayama Akinori                          | Japonia                    | 1943  | 2005 | 060202 6 - 2 - 2 | 070203 7 - 2 - 3  | 000000 0 - 0 - 0  |                                                                                                   |
| Li Ning                                   | China                      | 1963  | 2000 | 030201 3 - 2 - 1 | 020503 2 - 5 - 4  | 070300 7 - 3 - 0  |                                                                                                   |
| Takashi Ono                               | Japonia                    | 1931  | 1998 | 050404 5 - 4 - 4 | 020501 2 - 5 - 1  | 000000 0 - 0 - 0  | Președintele FIG Women’s Technical Committee (1956-1972)                                          |
| Heikki Savolainen                         | Finlanda                   | 1907  | 2004 | 020106 2 - 1 - 6 | 000000 0 - 0 - 0  | 000000 0 - 0 - 0  |                                                                                                   |
| Boris Șahlin                              | Uniunea Sovietică          | 1932  | 2002 | 070402 7 - 4 - 2 | 060602 6 - 6 - 2  | 060201 6 - 2 - 1  |                                                                                                   |
| Vitali Șcerbo                             | Belarus                    | 1972  | 2009 | 060004 6 - 0 - 4 | 120704 12 - 7 - 4 | 090502 9 - 5 - 2  | Singurul gimnast care a devenit campion mondial la toate disciplinele                             |
| Leon Štukelj                              | Iugoslavia                 | 1898  | 1997 | 030201 3 - 2 - 1 | 000000 0 - 0 - 0  | 000000 0 - 0 - 0  |                                                                                                   |
| Masao Takemoto                            | Japonia                    | 1919  | 1997 | 010303 1 - 3 - 3 | 020302 2 - 3 - 2  | 000000 0 - 0 - 0  |                                                                                                   |
| Kurt Thomas                               | Statele Unite ale Americii | 1956  | 2003 | 000000 0 - 0 - 0 | 030301 3 - 3 - 1  | 000202 0 - 2 - 2  |                                                                                                   |
| William Thoresson                         | Suedia                     | 1932  | 2001 | 010001 1 - 0 - 1 | 000100 0 - 1 - 0  | 000000 0 - 0 - 0  |                                                                                                   |
| Iuri Titov                                | Uniunea Sovietică          | 1935  | 1999 | 010503 1 - 5 - 3 | 040204 4 - 2 - 4  | 070402 7 - 4 - 2  | Președintele FIG (1976-1996)                                                                      |
| Shuji Tsurumi                             | Japonia                    | 1938  | 2008 | 020301 2 - 3 - 1 | 020100 2 - 1 - 0  | 000000 0 - 0 - 0  |                                                                                                   |
| Peter Vidmar                              | Statele Unite ale Americii | 1961  | 2008 | 020100 2 - 1 - 0 | 000001 0 - 0 - 1  | 000000 0 - 0 - 0  |                                                                                                   |
| Haruhiro Yamashita                        | Japonia                    | 1938  | 2000 | 020000 2 - 0 - 0 | 010100 1 - 1 - 0  | 000000 0 - 0 - 0  |                                                                                                   |